# EWTN
Eternal Word Television Network (EWTN) je americká základní kabelová televize, která vysílá nepřetržitě pořady s katolickou tematikou. Je nejen největší katolickou televizní sítí v Americe, ale údajně i „největší náboženskou mediální sítí na světě“ (a podle samotné sítě), která oslovuje 425 milionů lidí ve 160 zemích, s 11 sítěmi. Založila ji Matka Anglika PCPA v roce 1980 a vysílání zahájila 15. srpna 1981 z garážového studia v klášteře Panny Marie Andělské v Irondale v Alabamě, který Matka Angelika založila v roce 1962. Až do svých zdravotních problémů, které vedly k jejímu odchodu do důchodu v září 2001, uváděla vlastní pořad Mother Angelica Live. Od roku 2017 vede EWTN Michael P. Warsaw, který je konzultantem vatikánského dikasteria pro komunikaci.
Kromě televizní sítě vlastní EWTN také noviny National Catholic Register, které koupila v lednu 2011, a Catholic News Agency. Síť je přítomna na internetu prostřednictvím své hlavní stránky EWTN.com a má také specializovanou komerční stránku EWTNReligiousCatalogue.com. EWTN má také 24hodinovou rozhlasovou síť, která nabízí katolické rozhovory a bohoslužebné pořady přibližně 350 rozhlasovým stanicím po celých Spojených státech a také satelitnímu rádiu SiriusXM a krátkovlnnému rádiu. Část programu tvoří zvukové záznamy televizních pořadů EWTN a část původní pořady pro rozhlasové posluchače. 
Pravidelné pořady sítě zahrnují každodenní mši svatou a někdy i tridentskou mši, tradiční křížovou cestu, denně nahrávaný růženec a denní a týdenní zpravodajství, diskuse a katechetické pořady pro dospělé i děti. Dále jsou uváděny vánoční a velikonoční pořady, instalační mše biskupů a kardinálů, přenosy ze Světových dnů mládeže, papežské návštěvy, úmrtí, pohřby, konkláve a volby. Vysílání ve španělštině je dostupné na všech platformách. 8. prosince 2009 zahájila EWTN vysílání ve vysokém rozlišení.
Na síť dohlížejí správci, nikoli akcionáři nebo vlastníci. Veškeré financování sítě pochází z darů diváků, což ji chrání před inzerováním světských nebo nekatolických programů.

## Vývoj
Matka Angelika složila sliby v roce 1953. V roce 1962 založila klášter Panny Marie Andělské. V 70. letech 20. století byla vyhledávanou lektorkou a vydávala brožury a audio a videokazety. Hostovala na místní stanici WBMG (v současnosti WIAT, kanál 42) a v pořadech na stanicích Christian Broadcasting Network a Trinity Broadcasting Network. Poté, co poskytla rozhovor na tehdejší křesťanské stanici WCFC (38. kanál) v Chicagu, se rozhodla, že chce vlastní síť. „Vešla jsem dovnitř, bylo to jen malé studio a pamatuji si, jak jsem stála ve dveřích a říkala si: ,K oslovení mas není třeba mnohoʻ. Prostě jsem tam stála a říkala Pánu: ,Pane, musím mít takovouʻ“.
Matka Angelika zakoupila satelitní prostor a 15. srpna 1981 zahájila vysílání EWTN se čtyřmi hodinami denního vysílání, které zahrnovalo její vlastní pořad Mother Angelica Live (vysílaný jednou za dva týdny), nedělní mši a reprízy starších katolických pořadů, jako je Život stojí za to žít (Life Is Worth Living) arcibiskupa Fultona J. Sheena. Zbytek času vyplňovaly pořady produkované diecézemi po celé zemi, pořady z protestantských zdrojů, které Matka Angelika určila jako slučitelné s katolickým učením, a pořady pro děti, jako jsou Joy Junction a The Sunshine Factory. Přibližně třetinu vysílacího času tvořil světský obsah, například reprízy pořadu The Bill Cosby Show, filmy z veřejných domén a pořady s tematikou vaření a westernů. EWTN nakonec rozšířila svůj vysílací program na šest hodin denně a do roku 1986 na osm hodin denně. Od roku 1986 do roku 1988 se postupně omezoval sekulární obsah a koncem roku 1987 se rozšířila satelitní televize, načež EWTN získala mnohem žádanější satelitní kanál a začala vysílat nepřetržitě. V této době začala EWTN denně vysílat modlitbu růžence a přidala řadu vzdělávacích pořadů. Postupně se zvyšovala vlastní produkce původních pořadů. V roce 1991 se začala denně vysílat mše svatá z kaple v areálu kláštera. Většina pořadů z nekatolických zdrojů byla vyřazena a postupně se vytvořil teologičtější obraz.
V letech 1982–1994 jí konkuroval jiný katolický vysílatel, Catholic Telecommunications Network of America. Tuto síť sponzorovala Národní konference katolických biskupů, která do ní před jejím neúspěchem vložila 30 milionů dolarů.
V roce 2000, „během apoštolské vizitace sanchuanského arcibiskupa Roberta Gonzáleze Nievese“, která měla prozkoumat pravomoci Matky Angeliky nad stanicí a klášterem, předala Matka Angelika kontrolu nad EWTN radě složené z laiků.
Od roku 2011 je předsedou představenstva a generálním ředitelem sítě Michael P. Warsaw.
V roce 2019 byl program EWTN dostupný prostřednictvím „více než 6 000 televizních poboček a také na Roku, Apple TV, Amazon Fire a YouTube“. Kromě areálu v Irondale má síť pro svou zpravodajskou divizi také zázemí ve Washingtonu, D.C., a vysílací zázemí na západním pobřeží v areálu Christ Cathedral v Garden Grove v Kalifornii. 

## Ostatní média

### Rádio
Hlavní článek: WEWN
V roce 1992 založila EWTN největší soukromou krátkovlnnou rozhlasovou stanici WEWN. Stanice vysílá z Vandiveru v Alabamě, v blízkosti většího Birminghamu.
V roce 1996 Matka Angelika oznámila, že EWTN bezplatně zpřístupní svůj rozhlasový signál prostřednictvím satelitu stanicím AM a FM po celých Spojených státech.
V roce 1999 se uskutečnily pořady Matka Angelika živě (Mother Angelica Live) a Život stojí za to žít (Life Is Worth Living) s Fultonem J. Sheenem. Pobočkou byla stanice WGSN v North Myrtle Beach v Jižní Karolíně. Mezi současné rozhlasové pořady patří Otevřená linka (Open Line), v níž mohou volající získat odpovědi na své otázky týkající se katolické víry.
V roce 2004 EWTN oznámila dohodu se satelitním rádiem Sirius, které se následně spojilo se satelitním rádiem XM a vzniklo satelitní rádio Sirius XM. EWTN vysílá na 130. kanálu Sirius XM.
Od srpna 2020 má EWTN Radio 384 stanic ve Spojených státech a více než 500 stanic po celém světě.

### Noviny
Hlavní článek: National Catholic Register
V lednu 2011 získala EWTN noviny National Catholic Register, které byly založeny v roce 1924 v Denveru v Coloradu jako periodikum pro místní katolíky a o tři roky později se staly celostátním časopisem. EWTN oficiálně převzala úplnou kontrolu 1. února 2011. EWTN vlastní také Catholic News Agency, což je katolický zpravodajský servis s pobočkami v Americe, Latinské Americe a Evropě.

### News coverage
Zpravodajské oddělení EWTN připravuje denní zpravodajský servis pro televizi a rozhlas, který zahrnuje zpravodajské zdroje včetně Vatikánského rozhlasu. O jeho velikosti a vlivu svědčí i to, že má 30 zaměstnanců, kteří se zabývají jen Vatikánem, což je „mnohem více než ostatní anglicky mluvící média“. Tracy Sabol je v současné době hlavní moderátorkou nočního zpravodajského pořadu EWTN News Nightly, která vystřídala Lauren Ashburnovou, jež zase vystřídala zakládající moderátorku Colleen Carroll Campbellovou.
Dále vysílá pořad The World Over Live, který informuje o aktuálních událostech. Pořad moderuje novinář a spisovatel Raymond Arroyo, který je ředitelem zpravodajství EWTN. Pořad je konzervativní ve své politické orientaci a obecně konzervativní ve své náboženské orientaci. Mezi významné hosty patří Robert Rector z The Heritage Foundation, spisovatel a aktivista George Weigel, politická komentátorka Laura Ingrahamová, konzervativní politický komentátor Pat Buchanan a zesnulý publicista a komentátor Robert Novak, židovský konvertita ke katolické víře.

## Finance
Síť má sice správce, ale nemá akcionáře ani vlastníky. Většina finančních prostředků sítě pochází z darů diváků, o nichž informuje, že jsou 100% podporovány diváky, což jí brání v inzerování sekulárních nebo nekatolických pořadů. Tradiční prosba o dary zní: „Držte nás mezi účtem za plyn a elektřinu.“ Slogan pro získávání finančních prostředků pro diváky vymyslela Matka Angelika: „Prosím, držte nás mezi účtem za plyn a elektřinu!“

## Programová historie
EWTN založila Matka Anglika PCPA v roce 1980. Vysílat začala 15. srpna 1981 z garážového studia v klášteře Panny Marie Andělské v Irondale v Alabamě, který založila v roce 1962.

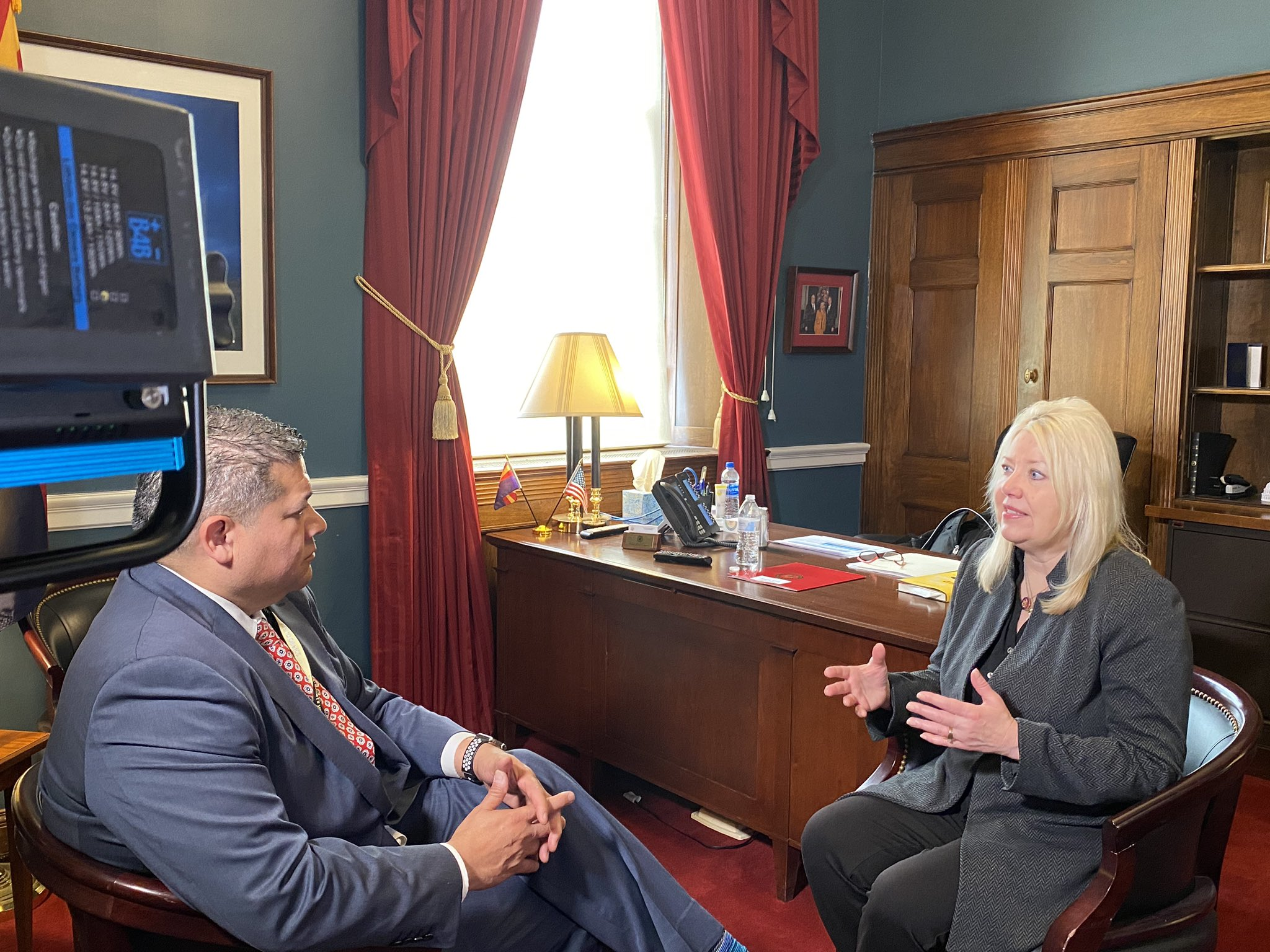
Reportér Capitol Hill Erik Rosales v rozhovoru s kongresmankou Debbie Lesko v roce 2020

Matka Angelika moderovala svůj vlastní pořad Mother Angelica Live, dokud v září 2001 neprodělala vážnou mrtvici a neměla další zdravotní problémy. Opakování se vysílalo jako Best of Mother Angelica Live nebo Mother Angelica Live Classics. Od té doby až do své smrti o Velikonoční neděli roku 2016 vedla klášterní život ve svatyni Nejsvětější svátosti (Shrine of the Most Blessed Sacrament) v Hanceville v Alabamě. 
V počátcích své existence vysílala EWTN katolické pořady z nejrůznějších katolických zdrojů, které sahaly od katolických charismatických pořadů, jako byl například pořad otce Michaela Manninga, přes pořady zaměřené na sociální reformy a sociální spravedlnost, jako byl například pořad Christopher Closeup, až po doktrinální pořady uváděné duchovními. V roce 1987 začala stanice vysílat každodenní růžencové přenosy a v roce 1991 každodenní mši.
Na počátku 90. let začala EWTN vytvářet více vlastních pořadů. Tato snaha znamenala nápadně konzervativní posun v její celkové orientaci, kdy byly pořady s tématy sociální reformy a spravedlnosti postupně eliminovány a nahrazeny pořady o nauce církve a programy dialogu. Tento posun byl patrný i v každodenních televizních mších, které v roce 1992 začaly do liturgie zařazovat latinu a postupně z ní vyřadily soudobou hudbu. Některé nevysílané mše jsou zcela v angličtině a některé obsahují více soudobé hudby. Na Štědrý den roku 1993 se Matka Angelika a řeholnice jejího řádu vrátily k tradičnímu hábitu. Od roku 1992 zahrnovaly latinské části mše Gloria, úvodní čtení evangelia, Sanctus a zbytek mše po velkém amen, počínaje modlitbou Páně.
Mezi její významné týdenní pořady patří Cesta domů (The Journey Home) a Život na skále (Life on the Rock). Pořad Cesta domů, který moderuje Marcus Grodi, představuje konvertity ke katolické víře. Grodi je bývalý presbyteriánský duchovní, který v roce 1992 konvertoval ke katolické víře. Ačkoli většina hostů jsou bývalí protestanti, občas se objevují i bývalí příslušníci nekřesťanských náboženství (např. judaismu) a bývalí ateisté. Pořad Life on the Rock moderuje Rev. Mark Mary, MFVA.
HD vysílání bylo poprvé dostupné zákazníkům společnosti Comcast v Richmondu ve Virginii a jeho okolí od 11. května 2010.
V říjnu 2011 byla EWTN dostupná přes streamovací přehrávač Roku. Přehrávač nabízí šest živých kanálů EWTN zdarma, včetně angličtiny, španělštiny a němčiny, a umožňuje tak uživatelům sledovat tento kanál na svých televizorech. Kromě toho lze vybrané pořady EWTN sledovat prostřednictvím možnosti videa na vyžádání a k dispozici je i živý přenos rádia EWTN.
EWTN často vysílá speciální pořady – pořady věnované konkrétním svátkům, přenosy úmrtí papežů, papežské konkláve, papežské volby, inaugurace a návštěvy, mše na Štědrý den, na Boží hod vánoční a velikonoční, instalace biskupů, arcibiskupů a kardinálů a Světové dny mládeže. 
Hlavní zpravodajský pořad EWTN, EWTN News Nightly, moderuje Tracy Sabol (dříve působil ve zpravodajské stanici ABC News WMTW 8 v Maine, 2006–2019) a vystupují v něm zpravodajové Erik Rosales (dříve působil v CBS47 Eyewitness News a KMPH Fox 26 News), Owen T. Jensen, Mark Irons a Colm Flynn. Dříve ji uváděla Lauren Ashburnová (bývalá moderátorka Fox News), která vystřídala zakládající moderátorku a novinářku Colleen Carroll Campbellovou; Ashburnová opustila EWTN v červenci 2019, aby se mohla více věnovat svým dětem.

## Názory, kritika, apoštolská vizitace

### Světový den mládeže 1993
Až do roku 1993 šéfka EWTN Matka Angelika neprojevovala přílišné sklony k politicky konzervativnímu kulturnímu boji, když například 27. října 1992 prohlásila: „Věřím, že lidé by měli hlasovat pro život, ale život je všechno: staří, narození, nenarození, my všichni.“ V epizodě pořadu Matka Angelika živě (Mother Angelica Live ) vysílaném v roce 1993 ze Světového dne mládeže 1993 však Matka Angelika ostře kritizovala pantomimické ztvárnění křížové cesty, při níž žena hrála Ježíše, které se papež Jan Pavel II. nezúčastnil. Matka Angelika odsoudila tuto ukázku jako „ohavnost vůči Věčnému Otci“ a pokračovala půlhodinovou kritikou „liberální církve v Americe“ a reforem po Druhém vatikánském koncilu. „Jsem z vás, liberální církve v Americe, tak unavená, ... Celým vaším cílem je zničit ... Je načase, aby někdo něco řekl o všech těch drobných trhlinách, které jste posledních 30 let do církve vkládali.“ Mimo jiné se vyjádřila: „Jsme prostě unaveni z toho, jak do katolické církve neustále prosazujete protináboženské, protikatolické a pohanské způsoby. Nechte nás na pokoji. Nelijte svůj jed, svůj jed na celou církev.“
Arcibiskup Rembert Weakland z arcidiecéze Milwaukee kritizoval komentář Matky Angeliky jako „jeden z nejhanebnějších, nekřesťanských, urážlivých a rozdělujících výlevů, jaké jsem kdy slyšel“. Matka Angelika odpověděla: „Nemyslí si, že žena hrající Ježíše je urážlivá? Pokud jde o mě, může si jít strčit hlavu dozadu na záchod!“ Někteří (National Catholic Reporter) se domnívají, že tato událost znamená nástup Matky Angeliky „jako kulturní bojovnice“, protože před ní občas „kritizovala feministky“, ale „zřídka, pokud vůbec, útočila na církevní hierarchii“. Po tomto útoku „Matka Angelika a sestry v jejím klášteře opustily své zjednodušené hábity po II. vatikánském koncilu a upřednostnily styl před II. vatikánským koncilem.“
V roce 1997 Matka Angelika veřejně kritizovala kardinála Rogera Mahonyho, tehdejšího arcibiskupa losangeleské arcidiecéze, za jeho pastýřský list o eucharistii s názvem „Shromažďujte se věrně dohromady: Průvodce nedělní mší svatou“, která podle jejího názoru postrádala důraz na transsubstanciaci (přítomnost Krista v eucharistii): „Obávám se, že moje poslušnost v této diecézi by byla naprosto nulová. A doufám, že i všech ostatních v té diecézi je nulová.“ Kardinál Mahony považoval její výroky za obvinění z hereze. Matka Angelika se později za své výroky podmíněně omluvila.
V roce 1999 vydal biskup David E. Foley z diecéze Birmingham v Alabamě dekret, který kněžím v jeho diecézi zakazuje sloužit mši ad orientem (což doslova znamená „na východ“, tedy zády ke shromáždění) za jakýchkoli okolností. Ačkoli dekret výslovně nejmenoval EWTN, jeho zastánci i kritici se obecně shodli na tom, že dekret, který se vztahoval na „... jakoukoli mši, která je nebo bude vysílána v televizi nebo natáčena na video pro veřejné šíření“, byl napsán právě s cílem zaměřit se na EWTN. Biskup Foley prohlásil, že praxe kněze celebrujícího ad orientem „se rovná politickému prohlášení a rozděluje lidi.“

### Apoštolská vizitace
V roce 2000 vykonal apoštolskou vizitaci EWTN arcibiskup Roberto González Nieves ze San Juanu v Portoriku. Nieves se zaměřil na tři otázky – skutečné vlastnictví sítě; právo přidruženého kláštera darovat EWTN majetek; a protože nikdy nebyla zvolena, autoritu Matky Angeliky. Než však Nieves mohl napsat závěrečnou zprávu, Matka Angelika odstoupila z funkce generální ředitelky a předsedkyně správní rady EWTN. Podle Global Sister Report nebyla závěrečná zpráva Nievese nikdy vydána, a „dokonce i dnes toho lidé zvenčí vědí jen málo o tom, co se stalo“. Na dotaz od Global Sister ohledně vizitace „EWTN neodpověděla“.

### Konflikt s papežem Františkem
V březnu 2021 papež František údajně řekl reportérovi a kameramanovi EWTN na palubě papežského letu do Iráku, že by televize „měla přestat pomlouvat mě“, jak uvádí zpráva jezuitského časopisu America. Při cestě na Slovensko v roce 2021 si František na „setkání s jezuity“ postěžoval, že „velký katolický televizní kanál, který neváhá neustále mluvit špatně o papeži“, a že „jsou dílem ďábla... Některým z nich jsem to také řekl.“ V odpovědi emeritní arcibiskup Charles J. Chaput, který „vedl filadelfskou arcidiecézi a který je bývalým členem správní rady EWTN“, prohlásil, že „jakýkoli náznak, že EWTN je nevěrná církvi“, je „prostě mstivý a falešný.“
Mezi stálé hosty týdenního pořadu EWTN „The World Over“, který uvádí moderátor EWTN Raymond Arroyo, patří např. 
prominentní Františkovi kritici, včetně kardinála Raymonda Burkeho, který se podepsal pod seznam dubií ohledně otevřenosti papeže Františka k tomu, aby rozvedení a znovu sezdaní katolíci mohli v některých případech přijímat, a kardinála Gerharda Müllera, bývalého šéfa vatikánské Kongregace pro nauku víry, jemuž papež František v roce 2017 neobnovil mandát. O dva roky později kardinál Müller zveřejnil „manifest víry“ v katolické zpravodajské agentuře EWTN a dalších médiích, která byla vůči papeži kritická, a argumentoval proti Františkovu učení o přijímání rozvedených a znovu sezdaných.
Mezi dalšími hosty je arcibiskup Carlo Maria Viganò, který papeže vyzval k rezignaci. Na EWTN také vystupuje skupina, která si říká „The Papal Posse“ (Papežská parta) – vedle Raymonda Arroya jsou to páter Gerald Murray (newyorský kněz, bývalý kaplan amerického námořnictva a právník zabývající se kanonickými otázkami) a Robert Royal (katolický spisovatel, který založil v D.C. think tank Faith and Reason Institute a blog „The Catholic Thing“) –, kteří podle Colleen Dulleové z časopisu America „navzájem riffují kritikou papeže a poskytovali nekritické rozhovory protifrantiškovským hostům, jako je Steve Bannon, který v přímém přenosu tvrdil, že jeho vlastní populistická politika lépe reprezentuje katolické sociální učení než papež František“.

### Případ Francis Mary Stone
V roce 2007 byl Francis Mary Stone, vysvěcený katolický kněz, který moderoval pořad Life On The Rock, odvolán z televize poté, co vyšlo najevo, že porušil slib celibátní čistoty a zplodil dítě se zaměstnankyní EWTN Christinou Presnellovou. Stone byl poslán na dlouholetou dovolenou a Presnellová byla propuštěna z EWTN. V roce 2018 byl údajně propuštěn ze svého řeholního řádu.

### Gloria Purvisová
V létě 2020 se stanice dostala pod palbu kritiky posluchačů kvůli pořadu „Morning Glory“, rozhlasovému pořadu, který vedli Gloria Purvisová a jáhen Harold Burke-Sivers (oba Afroameričané) a Msgr Charles Pope, mimo jiné hosté. Po vraždě George Floyda se Purvisová proslavila tím, že v reakci na ni obhajovala protirasistická opatření v celé zemi, zatímco konzervativnější Burke-Sivers, Pope a další kněz se proti těmto opatřením a názorům Purvisové postavili. 
Posluchači největší rozhlasové pobočky EWTN, Guadalupe Radio Network, si stěžovali na údajné "konflikty" a GRN v reakci na to pozastavila vysílání pořadu, což se dostalo na titulní stránky katolických médií i jinam. Purvisová poskytla rozhovor New York Times ohledně tohoto sporu a EWTN jí zpočátku vyjádřila podporu a uvedla, že pořad bude i přes pozastavení vysílání (které bylo ve skutečnosti trvalé) pokračovat.
V prosinci 2020 však stanice pořad bez vysvětlení zrušila, což vyvolalo obvinění z rasismu. V roce 2021 byla Purvisová najata na vlastní podcast přidružený k America Media.

## Sledovanost
EWTN je největší náboženská mediální síť na světě a uvádí, že má dosah čtvrt miliardy lidí ve 140 zemích. Ve Spojených státech nemá síť žádné hodnocení, ačkoli různé články uvádějí, že ji měsíčně sledují miliony diváků. Na YouTube a dalších platformách sociálních médií má EWTN více než 1 milion aktivních sledujících a online diváků. EWTN je také k dispozici na vyžádání ve streamovacích službách Roku, Kindle a Apple TV. Internetové stránky EWTN jsou podle SimilarWebu zhlédnuty tři až čtyři milionykrát měsíčně. Ve Spojených státech je EWTN dostupná přes většinu kabelových a satelitních operátorů s dosahem přibližně 70 milionů domácností. EWTN měla v roce 2019 roční příjmy ve výši 64 946 744 dolarů a od organizace Charity Navigator získala celkové skóre a hodnocení 84,3 (ze 100 bodů).

## Seznam programů
- EWTN News Nightly, od pondělí do pátku
- EWTN News In Depth, v pátek
- EWTN Pro Life Weekly, ve čtvrtek
- EWTN Vaticano, v neděli a na vyžádání
- The Journey Home — Marcus Grodi, v pondělí
- Threshold of Hope — Fr. Mitch Pacwa, SJ, v úterý
- EWTN Live — Fr. Mitch Pacwa, SJ, ve středu
- The World Over Live — Raymond Arroyo, ve čtvrtek
- Life on the Rock — P. Mark Mary a br. John Therese v pátek
- The Daily Mass, každý den ráno
- Sunday Mass, v neděli ráno
- Benedictions and Devotions, v neděli
- The Holy Rosary with Mother Angelica
- The Holy Rosary in the Holy Land
- At Home with Jim and Joy — Jim a Joy Pinto
- Web of Faith — Fr. John Trigilio a Fr. Robert Levis
- Sunday Night Prime — Fr. Andrew Apostoli, CFR, v neděli večer
- EWTN Bookmark — Doug Keck
- Mother Angelica Live Classics
- EWTN Religious Catalogue
- Angel Force — LaHood Family
- The Knights of St. Michael — LaHood Family
- My Little Angels
- We Are Catholic
- The Chaplet of the Divine Mercy
- My Catholic Family
- The Carpenter's Shop
- Adventures in Odyssey
- The Joy of Music — koncertní varhanice Diane Bish
- Pope Fiction — Patrick Madrid
- Christ in the City with Fr. George Rutler
- Pequeño Jesús
- Now That We Are Catholic
- Jesus Christ  — True God / True Man — Raymond D'Souza
- G. K. Chesterton: Apostle of Common Sense — Dale Ahlquist
- Household of Faith — Kristine Franklin a Rosalind Moss
- The Abundant Life — Johnette Benkovic
- Does the Church Still Teach This? — Fr. Shannon Collins, FME
- Catholics Coming Home — Msgr. Frank E. Bognanno
- Defending Life — Fr. Frank Pavone a Janet Morana
- Forgotten Heritage — Fr. Owen Gorman a Fr. John S. Hogan ocds
- Catholicism on Campus — Msgr. Stuart Swetland
- Finding God through Faith and Reason — Fr. Robert Spitzer, SJ, Ph. D.
- The Pure Life — Jason Evert a Crystallina Evert
- Crash Course in Catholicism — Fr. John Trigilio a Fr. Ken Brighenti
- The Quest for Shakespeare — Joseph Pearce
- Reasons for our Hope — Rosalind Moss
- Council of Faith: The Documents of Vatican II — Fr. John Trigilio
- Council of Faith: The Post-Consiliar Documents — Fr. John Trigilio
- Super Saints — Bob a Penny Lord[46]
- The Friar
- Genesis to Jesus — Scott Hahn a Rob Corzine

## Značka
Logo EWTN obsahuje od svého založení v roce 1981 v nějaké podobě obrys zeměkoule, který naznačuje naději sítě na celosvětový dosah, obvykle s obrysem kopule baziliky svatého Petra v profilu satelitní antény uvnitř. Síť měla podznačku „Catholic Cable Network“ až do roku 1995, kdy se spuštěním přímého satelitního vysílání DirecTV a Dish (kde byla charterovou sítí u obou poskytovatelů) přijala novou podznačku „International Catholic Network“, v roce 1996 pak „Global Catholic Network“ poté, co nahrála svůj signál pro celosvětové sledování.

## Seznam poboček televizního vysílání
- K14RB-D channel 14.2, Minneapolis (Minnesota)/Saint Paul (Minnesota)
- WORO-DT channel 13.2, Fajardo (Puerto Rico)/San Juan (Portoriko)
- KDEO-LD channel 23.1, Denver (Colorado)
- W09DJ-D channel 8.1, Wilkes-Barre (Pensylvánie)/Scranton (Pensylvánie)
- K17KW-D channel 17.1, Gettysburg (Jižní Dakota)/Pierre (Jižní Dakota)